# باربرا بولاستريني
باربرا بولاستريني (من مواليد 30 سبتمبر 1947) سياسية إيطالية وأستاذة جامعية.
أثناء احتجاجات عام 1968 انضمت إلى المنظمة الماوية الحزب الشيوعي الإيطالي، وأصبحت أيضًا مديرة مكتب ميلانو.
بعد حصولها على شهادة من جامعة بوكوني في ميلانو وفترة من الدراسة في المدرسة العملية للدراسات العليا في باريس فرنسا، بدأت التدريس في جامعة ميلانو.
انضمت إلى الحزب الشيوعي الإيطالي وأصبحت زعيمة مكتب ميلانو، بعد فترة من عملها كعضو في مجلس المدينة.
تقاعدت من السياسة عندما وجهت إليها تهمة الفساد السياسي أثناء التحقيق المسمى ماني بوليتي، حتى تم تبرئتها في عام 1996. انضمت لاحقًا إلى الحزب الديمقراطي لليسار وفي عام 1999، أصبحت رئيسة المجموعة النسائية لديمقراطيي اليسار.
خلال الانتخابات العامة عام 2001 تم انتخابها في مجلس النواب. في 17 مايو 2006 تم ترشيحها وزيرة تكافؤ الفرص خلال حكومة برودي الثانية للعمل على مشروع قانون ديكو مع وزيرة الأسرة روزي بيندي.
منذ 23 مايو 2007 كانت عضوة في اللجنة الوطنية للحزب الديمقراطي. في 7 مايو 2017 تم تعيين بولاستريني نائبًا لرئيس الحزب الديمقراطي تمثل الجناح اليساري للحزب.